# (35872) 1999 JB72
1999 JB72 (asteroide 35872) é um asteroide da cintura principal. Possui uma excentricidade de 0.10488450 e uma inclinação de 6.21578º.
Este asteroide foi descoberto no dia 12 de maio de 1999 por LINEAR em Socorro.